# 1284 هـ
1284 هـ هي سنة في التقويم الهجري امتدت مقابلةً في التقويم الميلادي بين سنتي 1867 و1868.

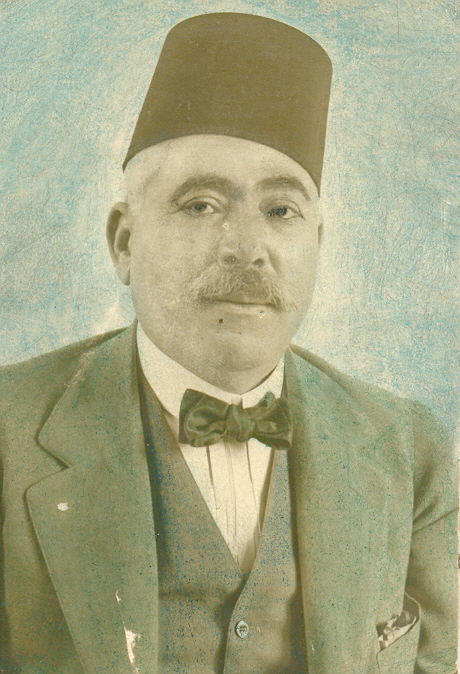
أحمد زكي باشا

## أحداث
- بدء الصراع بين الشقيقين عبد الله بن فيصل وسعود بن فيصل ويشتد.
- العثمانيون عرفوا بأنها فرصتهم لاحتلال الأحساء.
- الأمير سعود بن فيصل ينهزم أمام الأمام عبد الله بن فيصل.
- الأمير عبد الرحمن بن فيصل يطلب من أخيه سعود بتوقف الحرب ضد أخيه عبد الله.
- الأمير عبد الرحمن بن فيصل يتخرج من المتوسط متجها إلى الثانوي.
- الأمير محمد بن فيصل يعقد جلسة إنهاء الحروب بين عبد الله وسعود.
- الأمير محمد بن فيصل يزور الكويت طالبا من أميرها مساعدة الأمام عبد الله بن فيصل على قتل سعود بن فيصل.
- الأمام عبد الله بن فيصل يحارب الأمير سعود بن فيصل في معركة المجمعة المنخفضة بانتصار الأمام عبد الله بن فيصل.
- كل أخوان الأمام عبد الله بن فيصل يتعاونون معه ضد الأمير سعود بن فيصل.

## مواليد
- عمر بن عبد اللطيف بن عبد الرحمن آل الشيخ
- أحمد الحبيباتني
- أحمد زكي باشا
- أدي شير
- رفيق العظم
- طلعت حرب
- عمر بن عبد اللطيف آل الشيخ
- فؤاد الأول
- لويس معلوف
- محسن الأمين العاملي
- محمد فريد
- نجيب سليمان الحداد
- وضحى بنت محمد بن مطلق آل مقرن

## وفيات
- بيبرشتاين كازيمرسكي
- توماس بولفينش
- جوزيف توسان رينو
- حسن النجم آبادي
- عبد الرحمن الآلوسي
- محمد بن دلدار علي الهندي